# 小行星2480
小行星2480（2480 Papanov）是一颗围绕太阳公转的小行星。1976年12月16日，柳德米拉·切爾尼赫在克里米亚发现了此天体。
該小行星以俄羅斯男演員阿納托利·帕帕諾夫命名。
这颗小行星的绝对星等为13.79631等。